# Jonathan Dancy
Jonathan Dancy és un filòsof britànic famós per la seva teoria del cervell en una cubeta, segons la qual tot el que envolta l'individu podria ser una simple emanació del seu cervell, correctament estimulat, i no real o fruit de la seva experiència (argument que va ser desenvolupat per la sèrie de pel·lícules Matrix, entre altres).
Dins del camp de l'ètica defensa que cada decisió s'ha de prendre segons el context i que per tant no hi ha principis universalment aplicables, en contra del que defensen altres filòsofs com els partidaris de l'utilitarisme o Kant. Per tant, proposa deslligar l'ètica dels principis i analitzar les proposicions morals com a veritables o falses, aplicables o no a un moment determinat (particularisme moral).